# Mỹ Duyên
Lê Huỳnh Mỹ Duyên (sinh ngày 2 tháng 3 năm 1972), thường được biết đến với nghệ danh Mỹ Duyên, là một nữ diễn viên người Việt Nam. Vốn được đào tạo để trở thành diễn viên múa ballet ngay từ nhỏ, tuy nhiên cô lại thành danh ở lĩnh vực điện ảnh với những vai diễn trong các bộ phim Lưỡi dao, Chiếc chìa khóa vàng, Lời thề, Xóm nước đen, Đất khách, Gái nhảy và Lọ Lem hè phố.  
Bên cạnh lĩnh vực điện ảnh, cô còn bén duyên với lĩnh vực kịch nói và được mệnh danh là "công chúa không tuổi" thông qua chuỗi chương trình nhạc kịch Ngày xửa ngày xưa. Năm 2007, cô được Nhà nước Việt Nam trao tặng danh hiệu Nghệ sĩ ưu tú qua những đóng góp của cô cho nền nghệ thuật nước nhà.

## Tiểu sử và sự nghiệp
Mỹ Duyên tên đầy đủ là Lê Huỳnh Mỹ Duyên, sinh ngày 2 tháng 3 năm 1972 tại Sài Gòn, sinh trưởng trong một gia đình có truyền thống về nghệ thuật. Ngay từ nhỏ, cô đã được định hướng trở thành một diễn viên múa ballet giống như mẹ. Năm 1982, khi mới 10 tuổi, Mỹ Duyên là một trong số ít thí sinh trúng tuyển vào Viện Hàn lâm Vaganova tại Thành phố Leningrad, một trong những trường đào tạo nghệ thuật múa danh tiếng nhất của Liên bang Xô Viết cũng như trên thế giới. Năm 1990, sau 8 năm theo học tại đây, Mỹ Duyên tốt nghiệp với vai diễn trong vở kịch múa Ngọn lửa Paris. Sau đó, cô ký hợp đồng biểu diễn trong 2 năm với Nhà hát nghệ thuật Novosibirsk và có dự định vừa làm vừa học tiếp khóa biên đạo múa. Nhưng cũng trong khoảng thời gian này, đất nước Liên Xô xảy ra những bất ổn lớn về chính trị và xã hội nên Mỹ Duyên quyết định quay về Việt Nam. Trở về nước nhưng cô đã gặp khá nhiều khó khăn và không có đất diễn vì ngành múa của Việt Nam vào thời điểm đó vẫn chưa thật sự phát triển. Một thời gian sau, Mỹ Duyên xin vào làm tại Nhà hát Hòa Bình (Quận 10) với công việc múa minh họa và biểu diễn thời trang trong các chương trình tạp kỹ của nhà hát cũng như nhiều chương trình nghệ thuật lớn như Duyên dáng Việt Nam,...

### Điện ảnh
Năm 1992, Mỹ Duyên đăng ký tham dự một cuộc thi tuyển diễn viên cho bộ phim Vĩnh biệt mùa hè của đạo diễn Lê Hoàng Hoa. Qua nhiều vòng thi, cô đã đoạt vị trí đầu nhưng khi bộ phim bắt đầu khởi quay thì cô lại không được đạo diễn mời đóng phim. Một thời gian sau, Mỹ Duyên nhận được lời mời của đạo diễn Lê Hoàng Hoa tham gia bộ phim điện ảnh cổ trang Ngọc trản thần công. Ngay sau đó, đạo diễn Lê Hoàng đã mời cô tham gia diễn xuất trong bộ phim Vị đắng tình yêu 2 với vai một cô ca sĩ người Đài Loan. Tuy Ngọc trản thần công mới là bộ phim đầu tiên Mỹ Duyên được mời đóng phim nhưng nó lại bấm máy sau Vị đắng tình yêu 2 nên đây mới là bộ phim điện ảnh đầu tiên của cô. Cũng trong năm 1993, Mỹ Duyên một lần nữa được đạo diễn Lê Hoàng mời đóng vai chính đầu tiên với nam diễn viên Lê Công Tuấn Anh trong phim Trái tim chó sói. Năm 1995, Nhà hát Giao hưởng - Vũ kịch Thành phố Hồ Chí Minh được thành lập, Mỹ Duyên được nhận vào biểu diễn tại đây. Tuy nhiên, chưa đầy 2 năm sau, cô đã phải ngừng cộng tác với nhà hát vì phải luyện tập quanh năm nhưng lịch diễn thì lại quá ít. Vào thời điểm này, ngoài những vai diễn điện ảnh, Mỹ Duyên còn được biết đến với vai trò người mẫu đại diện cho những sản phẩm mới ra mắt, thường xuyên được mời làm mẫu để chụp ảnh lịch, một hình thức nghệ thuật khá phổ biến lúc bấy giờ.
Với hàng loạt vai diễn điện ảnh trong nhiều bộ phim sau đó như: Tình nhỏ làm sao quên, Lương tâm bé bỏng, Ngõ đàn bà, Lưỡi dao, Chiếc chìa khóa vàng, Lời thề... Mỹ Duyên đã trở thành một gương mặt diễn viên sáng giá và được các nhà phê bình điện ảnh đánh giá cao bằng hàng loạt giải thưởng uy tín. Trong Liên hoan phim Việt Nam lần thứ 10 (1993) được tổ chức ở Hải Phòng, Mỹ Duyên đã đoạt danh hiệu "Nữ diễn viên xuất sắc nhất" với vai diễn trong 2 phim: Tình nhỏ làm sao quên và Băng qua bóng tối. Năm 1995, với vai Nguyệt trong phim Lưỡi dao, Mỹ Duyên đã được trao giải "Nữ diễn viên điện ảnh được yêu thích nhất" tại giải Mai Vàng, một giải thưởng trong lĩnh vực sân khấu - nghệ thuật do độc giả báo Người Lao động bình chọn hàng năm. Bên cạnh điện ảnh, cô còn tham gia một số phim truyền hình mà chủ yếu do Hãng phim Truyền hình Thành phố Hồ Chí Minh (TFS) sản xuất như: người nữ công an khu vực Hồng Hà trong phim Xóm nước đen, Đất khách,... Với vai Hà trong phim Xóm nước đen và vai Hòa Bình trong phim Lời thề, Mỹ Duyên tiếp tục nhận được danh hiệu "Nữ diễn viên điện ảnh được yêu thích nhất" tại lễ trao giải Mai Vàng năm 1996.
Sở hữu một nét mặt hồn nhiên, vóc dáng thanh mảnh nên trong suốt một thời gian dài, Mỹ Duyên thường chỉ được mời vào những vai chính diện như các thiếu nữ con nhà lành, hiền thục. Chính vì vậy, vào năm 2002, cô đã tạo bước đột phá và chứng tỏ khả năng diễn xuất đa dạng của mình khi tham gia bộ phim Gái nhảy của đạo diễn Lê Hoàng, do Hãng phim Giải Phóng sản xuất. Vai diễn của Mỹ Duyên là một cô gái điếm tên Hoa, quậy phá hết cỡ rồi sau đó chết vì ma túy và AIDS. Đây là một vai được đánh giá là cực kỳ góc cạnh và đạo diễn Lê Hoàng đã có cuộc tuyển chọn khá lâu. Để có thể hoàn thành tốt vai diễn này, cô đã phải đi tìm hiểu thực tế ở nhiều trại cai nghiện và vũ trường. Sau khi công chiếu vào dịp Tết Nguyên Đán năm 2003, bộ phim đã thành công lớn với doanh thu kỷ lục là 12 tỷ đồng, đứng đầu trong tất cả các bộ phim được sản xuất trước đó. Gái nhảy cũng đã mở đầu cho thời kỳ phim thương mại sau giai đoạn khủng hoảng của điện ảnh Việt Nam thập niên 1990. Sau những thành công vang dội của Gái nhảy, cô tiếp tục được mời tham gia phần 2 của bộ phim mang tên Lọ Lem hè phố. Vai diễn lần này của Mỹ Duyên cũng là một cô gái làng chơi tên Hoa, nhưng khác với Gái nhảy, tình tiết của phim nhẹ nhàng hơn khi không đề cập nhiều đến những thác loạn và sự đau đớn của tệ nạn xã hội đương thời mà chủ yếu tập trung vào chuyện tình tay ba giữa chàng ca sĩ Khanh Dũng cùng Hạnh và Hoa, niềm hạnh phúc của Hoa khi từ một cô gái điếm bỗng chốc được sống những ngày tháng thơ mộng bên cạnh thần tượng của mình. Sau khi công chiếu vào Tết năm 2004, Lọ Lem hè phố cũng có doanh thu khá cao với hơn 6 tỷ đồng.
Năm 2004, Mỹ Duyên đóng vai nữ chính bên cạnh nam ca sĩ Lam Trường trong bộ phim điện ảnh Nữ tướng cướp do đạo diễn Lê Hoàng thực hiện. Trong phim, Mỹ Duyên đảm nhận vai Thu, một cô gái xinh đẹp có người bạn tên Hồng, cả hai chuyên đi lừa đảo những anh chàng lắm tiền nhưng ngây thơ. Một ngày nọ, Thu bắt cóc được một doanh nhân trẻ tên Hùng, cô cùng Hồng dự định sẽ tống tiền gia đình anh. Tuy nhiên, trong khi Hồng đi lấy tiền chuộc thì Thu lại phát sinh tình cảm với Hùng, và cô muốn làm lại cuộc đời nhưng Hồng không đồng ý. Và khi đó, Thu đã phải đấu tranh để giành lại sự lương thiện cho con người mình. Với vai diễn này, Mỹ Duyên đã được Hội điện ảnh Việt Nam trao tặng giải thưởng Cánh diều 2004 cho hạng mục "Nữ diễn viên chính xuất sắc nhất".
Năm 2006, Mỹ Duyên đánh dấu sự trở lại bằng việc tham gia diễn xuất trong bộ phim truyền hình Gió mùa thổi mãi của đạo diễn Nguyễn Quốc Trọng. Ít lâu sau, cô tiếp tục đảm nhận một vai phụ trong bộ phim truyền hình dài 100 tập mang tên Mùi ngò gai. Trong phim, Mỹ Duyên đảm nhận vai Hiền, một cô gái từ quê lên thành phố nhưng có cá tính rất mạnh mẽ, cô sẵn sàng dùng vũ lực để chống trả lại những kẻ ức hiếp mình và còn bảo vệ cả anh người yêu yếu đuối. Tuy vậy nhưng trong sâu thẳm tâm hồn, Hiền lại là một người con gái rất dịu dàng, luôn dành những gì tốt nhất cho người yêu của mình, luôn phải vật lộn với khó khăn nhưng trong cô không lúc nào tắt niềm khao khát vươn lên. Mặc dù chỉ đảm nhận một vai phụ nhưng đây lại là một vai diễn khá lạ của Mỹ Duyên. Năm 2007, khi chỉ hơn 30 tuổi, cô được Nhà nước trao tặng danh hiệu Nghệ sĩ ưu tú vì những đóng góp của cô cho nền điện ảnh nước nhà.

### Thử sức với kịch nói
Năm 1997, Mỹ Duyên tham gia lĩnh vực kịch nói với vai cô gái điên trong vở Người mua hạnh phúc của Sân khấu kịch Idecaf, dù vai diễn đầu tiên này của cô chỉ được nói duy nhất một câu thoại. Sau Người mua hạnh phúc, Mỹ Duyên đã quyết định cộng tác lâu dài với Sân khấu kịch Idecaf và trở thành một diễn viên chính thức tại đây, bên cạnh những nghệ sĩ tên tuổi và gạo cội của sân khấu thành phố như: Nghệ sĩ ưu tú Thành Lộc, Hữu Châu, Kim Xuân, Thành Hội, Ái Như. Tham gia một số vở kịch sau đó như: Bí mật vườn Lệ Chi, Tin ở hoa hồng, Nắng sớm mưa chiều,... và có điều kiện phát huy sở trường của một diễn viên balê trong các vở nhạc kịch: Tin ở hoa hồng, Shakespeare đang nguy, 12 bà mụ,... Nhưng cô vẫn bị đánh giá là chưa có vai diễn nào nổi bật như trong lĩnh vực điện ảnh. Một thời gian sau, Mỹ Duyên đã dần chứng tỏ được khả năng diễn xuất trên sân khấu kịch khi hai vở diễn mà cô tham gia cùng nghệ sĩ Thành Hội và Hồng Ánh là: Phép lạ và Thử yêu lần nữa (2004) thành công khá ngoạn mục. Với Thử yêu lần nữa, mặc dù đã diễn hơn 100 suất trong năm 2004 nhưng đến đầu năm 2005, vở kịch vẫn được nhiều khán giả yêu thích.

## Các tác phẩm đã tham gia

### Phim điện ảnh
| Năm  | Tựa                            | Vai Diễn                     |
| ---- | ------------------------------ | ---------------------------- |
| 1990 | Ngọn lửa Paris                 | đang cập nhật...             |
| 1990 | Chuyến tàu hoàng hôn xưa       | đang cập nhật...             |
| 1990 | Xác chết trên cao nguyên       | đang cập nhật...             |
| 1991 | Ngọc trản thần công            | Vân Đại Nương                |
| 1991 | Tây Sơn hiệp khách             | Vân Đại Nương                |
| 1992 | Chuyện tình trong ngõ hẹp      | Phạm Khánh Hà                |
| 1992 | Giọt lệ chưa khô               | Lệ Phương                    |
| 1992 | Ngôi nhà oan khốc              | Người con nuôi               |
| 1992 | Lối nhỏ vào đời                | đang cập nhật...             |
| 1993 | Em ơi đừng khóc nữa            | Cẩm Linh                     |
| 1993 | Vị đắng tình yêu 2             | Ca sĩ người Đài Loan         |
| 1993 | Tình nhỏ làm sao quên          | Lưu Lan Hương                |
| 1993 | Lương tâm bé bổng              | Lương Tâm                    |
| 1993 | Trái tim chó sói               | đang cập nhật...             |
| 1993 | Băng qua bóng tối              | Cô bé mù                     |
| 1995 | Lưỡi dao                       | Nguyệt                       |
| 1995 | Sự tích cây chổi               | Tiên nữ                      |
| 1995 | Lời thề                        | Hòa Bình                     |
| 1996 | Ai xuôi vạn lý                 | Cô gái trẻ                   |
| 1997 | Bên thềm hoa vẫn nở            | đang cập nhật...             |
| 1997 | Cánh chim mặt trời             | Xuân Phương                  |
| 1997 | Linh hồn hành quyết            | đang cập nhật...             |
| 1997 | Trăng không mùa                | Thư Nhuyên                   |
| 1999 | Bản tình ca cuối cùng          | đang cập nhật...             |
| 1999 | Chiếc mặt nạ da người          | Thái Y Hương                 |
| 2000 | Sống bên bờ vực                | Hà                           |
| 2001 | Chiếc chìa khóa vàng           | Nguyệt                       |
| 2002 | Bông hồng vàng                 | Xuzy                         |
| 2003 | Gái nhảy                       | Hoa                          |
| 2004 | Lẹ lem hè phố                  | Hoa                          |
| 2004 | Nữ tướng cướp                  | Thu                          |
| 2010 | Khi yêu đừng quay đầu lại      | Bá Ký                        |
| 2010 | Vượt qua bến Thượng Hải        | Hoàng Phương Thảo            |
| 2015 | Kungfu Phở                     | Cô Cô                        |
| 2016 | Bí ẩn song sinh                | Giang                        |
| 2017 | 4 năm 2 chàng 1 tình yêu       | Mẹ Lưu Anh Tuấn              |
| 2018 | Hồn papa da con gái            | Mẹ Châu                      |
| 2018 | Tháng năm rực rỡ               | Thuỳ Linh (lúc trưởng thành) |
| 2019 | Tình đầu thơ ngây              | Mẹ Thiên                     |
| 2019 | Người lạ ơi                    | Sếp Tử Quỳnh                 |
| 2019 | Nhân duyên người yêu tiền kiếp | Mạnh Bà                      |
| 2020 | Bằng chứng vô hình             | Dì Út                        |
| 2022 | Bếp trưởng tới                 | Lan Lung Linh                |
| 2023 | Siêu lừa gặp siêu lầy          | Trang                        |
| 2023 | Khi ta hai lăm                 | bà Hoa                       |

### Phim truyền hình
| Phim                                | Năm  | Vai diễn             |
| ----------------------------------- | ---- | -------------------- |
| Xóm nước đen                        | 1996 | Hồng Hà              |
| Bình minh châu thổ                  | 1998 | Hạnh                 |
| Đất khách                           | 1998 | Trịnh Quế Anh        |
| Bến bờ khát vọng                    | 1999 | Đang cập nhật        |
| Cảnh sát hình sự                    | 2002 | Hạnh                 |
| Hiểm nguy rình rập (phần 1,2,3,4,5) | 2005 | Hà                   |
| Mùi ngò gai                         | 2006 | Hiền                 |
| Hoa thiên điểu                      | 2007 | Thu Hà               |
| Những thiên thần áo trắng           | 2009 | Cô giáo Thu          |
| Những nàng công chúa nổi tiếng      | 2010 | Tăng Đại Liên        |
| Cuộc chiến trên sông                | 2010 | Trung Úy hoa         |
| Kẻ gây hấn                          | 2014 | Bà Lưu / Bà Tư       |
| Sóng ngầm                           | 2014 | Bà Hoa               |
| Ánh sáng thiên đường                | 2015 | Bà Xuân              |
| Hận thù hóa giải                    | 2015 | Bà Lanh              |
| Cỏ dại                              | 2015 | Bà Kim               |
| Phim ngắn: Thần đồng                | 2015 | Mẹ Hằng              |
| Bữa tối của diều hâu                | 2016 | Bà Nguyệt            |
| Đồng tiền quỷ ám                    | 2016 | Bà Lành              |
| Hoa cúc trắng                       | 2016 | Bà Xuân              |
| Giá của nụ cười                     | 2016 | Bà Thương            |
| Bến nước 13                         | 2017 | Bà Hằng              |
| Không như ngày hôm qua              | 2018 | Bà Vương             |
| Không cần soái ca                   | 2018 | Bà Dung              |
| Gia Đình Là Số 1 - Phần 2           | 2019 | Lệ Liễu              |
| Muôn kiểu làm dâu                   | 2019 | Bà Thúy              |
| Bố già Bolero                       | 2019 | Bà Bảy               |
| Phim Tết: Osin quốc dân             | 2020 | Mẹ                   |
| Vương miện xương rồng               | 2020 | Bà Thu               |
| Phim ca nhạc: Nỗi buồn đáy tim      | 2020 | Vương Bà             |
| Bánh mì ông Màu                     | 2020 | Bà Hiền              |
| Biệt đội săn thợ săn                | 2021 | Đang cập nhật        |
| Giải cứu hạnh phúc                  | 2021 | Bà Sang (Tập 14, 15) |
| Xin chào hạnh phúc: Nắng hôn nhân   | 2021 | Đào Thiên Thanh      |
| Cây táo nở hoa                      | 2021 | Bà Ích               |
| Dâu hổ đại chiến mẹ chồng           | 2022 | Bà Lành              |
| Tết muôn nhà                        | 2022 | Chị Ly               |
| Tết vui mất hồn                     | 2022 | Bà Hằng / Việt       |
| Hồng Nhan                           | 2022 | Trương Lệ Hồng       |
| Thanh Xuân mãi cháy                 | 2022 | Bà Hồng              |
| Lớp học đại ca                      | 2022 | Bà Diễm              |
| Nơi ngọn gió dừng chân              | 2022 | Bà Thu Cúc           |
| Duyên kiếp                          | 2022 | Bà Dung              |
| Rồi 30 năm sau                      | 2022 | Bà Đại               |
| Hoa vương                           | 2023 | Khách mời            |
| Yêu trước ngày cưới                 | 2023 | Bà Lệ Thu            |
| Sống để yêu thương                  | 2024 | Bà Mỹ Hà             |

### Phim Sitcom
| Năm  | Phim                                                      | Vai                        | Chú thích         |
| ---- | --------------------------------------------------------- | -------------------------- | ----------------- |
| 2018 | Series Xin chào hạnh phúc: Rau đắng mọc sau hè            | Út Lành                    | Tập 222,223       |
| 2018 | Series Xin chào hạnh phúc: Phía sau phù du (Mộng phù hoa) | Mẹ Tam Triều Dâng          | Tập 238,239       |
| 2020 | Series Xin chào hạnh phúc: Phiên khúc đoàn viên           | Phó giám đốc Hoàng Ánh Kim | Tập 589, 590, 591 |
| 2021 | Series Xin chào hạnh phúc: Nắng hôn nhân                  | Đào Thiên Thanh            |                   |

### Kịch nói (1995-nay)
| Năm  | Vở kịch                                                                         | Vai diễn                           | Chú thích                               |
| ---- | ------------------------------------------------------------------------------- | ---------------------------------- | --------------------------------------- |
| 1997 | Người mua hạnh phúc                                                             | Cô gái điên                        |                                         |
| 1999 | Anh chàng xỏ lá                                                                 |                                    |                                         |
| 2001 | CNX 18: Hoa Tuyết                                                               | Hai                                |                                         |
| 2001 | Shakespeare đang nguy                                                           | Diễn viên múa                      |                                         |
| 2003 | NXNX 5: Cô Bé Lọ Lem                                                            | Lọ Lem                             |                                         |
| 2003 | NXNX 6: Người đẹp và quái vật                                                   | Người đẹp                          |                                         |
| 2003 | Trùm lừa                                                                        | Đoan Trang                         |                                         |
| 2003 | Tin ở hoa hồng                                                                  | Diệp                               |                                         |
| 2003 | CNX 41: Cô bé rơm                                                               | Cô bé rơm                          |                                         |
| 2004 | CNX 42: Sự tích con khỉ                                                         | Cô Tiên                            |                                         |
| 2004 | NXNX 7: Nàng tiên cá                                                            | Công chúa Mê Ly                    |                                         |
| 2004 | Phép lạ                                                                         | Linh                               |                                         |
| 2004 | Thử yêu lần nữa                                                                 | Duyên                              |                                         |
| 2005 | CNX 62: Giải cứu mùa xuân (phần 1)                                              | Bông bụp                           |                                         |
| 2005 | CNX 63: Giải cứu mùa xuân (phần 2)                                              | Bông bụp                           |                                         |
| 2005 | NXNX 9: Aladin và đủ thứ thần                                                   | Công Chúa Ba Tun Mu Đua            |                                         |
| 2005 | NXNX 10: Huyền thoại nữ thần Lee Kim Chi                                        | Hoả                                |                                         |
| 2005 | Thử yêu lần nữa 2: Màu của tình yêu                                             | Duyên                              |                                         |
| 2005 | Nụ cười của biển                                                                |                                    |                                         |
| 2006 | NXNX 12: Bạch Tuyết lạc bảy chú lùn                                             | Bạch Tuyết                         |                                         |
| 2006 | Thử yêu lần nữa 3: Cảm ơn mình đã yêu em                                        | Duyên                              |                                         |
| 2007 | NXNX 14: Sơn Tinh Thủy Tinh                                                     | Công chúa Mỵ Nương Ngọc Hoa        |                                         |
| 2007 | NXNX 15: Hoàng tử Ai Cập                                                        | Mèo đen                            |                                         |
| 2007 | Chuyện ngày xưa 1: Cô bé tí hon lạc vào xứ thần tiên                            | Cô bé tí hon                       |                                         |
| 2007 | Hạnh phúc trên đồi hoa máu                                                      | Vương                              |                                         |
| 2007 | Những con ma nhà hát                                                            | Diễn viên Christine                |                                         |
| 2008 | Phép lạ                                                                         | Linh                               | tái diễn                                |
| 2008 | NXNX 16: Chuyện Thần Tiên Xứ Phù Tang                                           | Công chúa Takachi                  |                                         |
| 2008 | Sát thủ 2 mảnh                                                                  | Nữ sát thủ                         |                                         |
| 2008 | Thử yêu lần nữa                                                                 | Duyên                              | tái diễn                                |
| 2008 | Yêu đi thôi                                                                     | Tuyết Hoa                          |                                         |
| 2008 | Chuyện ngày xưa 2: Con gái nàng tiên cá                                         | Nàng tiên cá Mê Ly                 |                                         |
| 2009 | NXNX 17: Phù Đổng Thiên Vương, lá cờ thêu 6 chữ vàng                            | Bạn giặc & bà dân làng             |                                         |
| 2009 | NXNX 18: Chàng lang thang và nàng Tùy Tiện                                      | Tiên Long Lanh                     |                                         |
| 2009 | Lùng người trong mộng                                                           | Cô gái áo trắng                    |                                         |
| 2010 | NXNX 20: Chú bé Khoai Lang Tây và ba bà tiên                                    | Nữ thần mùa thu                    |                                         |
| 2010 | Câu chuyện đêm trăng đẹp nhất                                                   | Hằng Nga                           |                                         |
| 2010 | Thuốc đắng giã tật                                                              | Bảo Ngọc                           |                                         |
| 2010 | Trắng, xanh, vàng, đỏ                                                           |                                    |                                         |
| 2010 | Vùng đất cấm                                                                    |                                    |                                         |
| 2011 | NXNX 22: An-Ly và Thần băng giá                                                 | Thần bình minh & chim bình minh    |                                         |
| 2011 | Chuyện ngày xưa 5: Tề Thiên Đại Thánh-đại chiến Hồng Hài Nhi                    | Chuồn chuồn tiên, Quan Âm Bồ Tát   |                                         |
| 2011 | Quyền lực tình yêu                                                              | Thứ phi Kiều Minh                  |                                         |
| 2011 | Tơ Duyên                                                                        | Hải Hạc                            |                                         |
| 2011 | Tình yêu chạy trốn                                                              | Hạ Vy                              |                                         |
| 2011 | Ngàn năm tình sử                                                                | Thuận Khanh                        |                                         |
| 2012 | NXNX 23: Những đứa con của rồng                                                 | Công chúa Tiểu Phụng               |                                         |
| 2012 | Một ngày làm vua                                                                | Thứ phi Ala                        |                                         |
| 2012 | Lẩu trăn                                                                        | Cô bán vé số                       |                                         |
| 2012 | Cơn mê cuối cùng                                                                |                                    |                                         |
| 2013 | NXNX 25: Hoàng tử xấu xí và cô gái tóc vàng                                     | Tóc Vàng                           |                                         |
| 2013 | NXNX 26: Hoàng Tử Gấu và Hạt Đậu Thần                                           | Công chúa Hoa Hồng                 |                                         |
| 2013 | Cưới vợ cho ai                                                                  | Gái nhảy                           |                                         |
| 2013 | Xóm vịt trời                                                                    | Lan                                |                                         |
| 2013 | Mười hai bà mụ                                                                  | Bà Mụ Sáu                          |                                         |
| 2014 | NXNX 27: Cuộc chiến của ông kẹ và các bà mẹ                                     | Lee Kim Chi                        |                                         |
| 2014 | Trùm lừa                                                                        | Đoan Trang                         |                                         |
| 2015 | NXNX 28: Nàng công chúa đi lạc                                                  | Công chúa, cô gái bán đậu & dì ghẻ |                                         |
| 2015 | Tơ duyên                                                                        | Hải Hạc                            |                                         |
| 2015 | Nắng sớm mưa chiều                                                              |                                    |                                         |
| 2015 | Bông hồng vàng                                                                  | Xuzy                               |                                         |
| 2016 | NXNX 29: Bảo tàng quái vật                                                      | Khủng long em                      |                                         |
| 2016 | Tấm Cám                                                                         | Tấm                                |                                         |
| 2017 | NXNX 30: Hoàng tử-công chúa và 9 vị thần...bị bắt                               | Công chúa Thiên Kim                |                                         |
| 2017 | Yêu đi thôi                                                                     | Tuyết Hoa                          |                                         |
| 2017 | Sắc Màu                                                                         | Bà Thục Mỹ                         |                                         |
| 2017 | Tôi chờ ông đạo diễn                                                            |                                    |                                         |
| 2018 | NXNX 31: Alibaba với đầy đủ 40 tên cướp với lại cây đèn thần của Aladdin nữa đó | Selena                             |                                         |
| 2018 | Gươm lạc giữa rừng hoa                                                          | Trinh                              |                                         |
| 2019 | NXNX 32: Truy tìm thủy long kiếm                                                | Chim hạc                           |                                         |
| 2019 | Mơ giấc tình tình                                                               | Tiên Sầu                           |                                         |
| 2020 | Cái tráp vàng                                                                   |                                    |                                         |
| 2020 | Âm mưu và tình yêu                                                              |                                    |                                         |
| 2021 | Lời nguyền phù thủy                                                             | Diễm Điệu                          |                                         |
| 2022 | NXNX 33: Cuộc phiêu lưu của thuyền trưởng Sinbad: Đại chiến nàng tiên cá        | Công chúa Mê Ly                    |                                         |
| 2022 | Alô! Lộ hàng                                                                    | Cô tiểu thư                        |                                         |
| 2022 | 12 bà mụ                                                                        | Bà mụ sáu                          | tái diễn                                |
| 2022 | Lẩu Trăn                                                                        | Cô bán vé số                       | tái diễn                                |
| 2022 | Thuốc đắng giã tật                                                              | Bảo Ngọc                           | tái diễn                                |
| 2023 | NXNX 34: Nàng công chúa và chiếc áo tầm gai                                     | Công chúa Ruby                     |                                         |
| 2023 | Sắc Màu                                                                         | bà Thục Mỹ                         | tái diễn                                |
| 2023 | Tơ Duyên                                                                        | Hải Hạc                            | tái diễn                                |
| 2023 | Lộ Hàng                                                                         | Cô tiểu thư                        |                                         |
| 2023 | Một Ngày Làm Vua                                                                | Thứ Phi Ala                        | tái diễn                                |
| 2023 | Hé-Lô ông thần                                                                  | Diễm                               | NXNX 36: Hậu Duệ Thần Mặt Trời Thần Gió |

## Chương trình truyền hình
- Cuộc chiến mỹ vị (2018) Tập 19
- MV "Bàn tay mẹ" (2018) (trình bày: Lưu Thiên Ân)
- Sao Nối Ngôi nhí: "Nàng tiên tre" (2018)
- Ai là bậc thầy chính hiệu? VTV3 (2019)
- Sàn chiến giọng hát (2019)
- Sàn chiến giọng hát (2021) mùa 3 tập 2

## Giải thưởng
- Năm 1995, Mỹ Duyên biểu diễn tại nhà hát giao hưởng - Vũ kịch Thành phố Hồ Chí Minh
- Vào thời điểm của thập niên 9X, bên cạnh những vai diễn trong điện ảnh cô cũng được biết đến với vai trò người mẫu đại diễn cho những sản phẩm mới ra mắt, thường xuyên được mời làm người mẫu ảnh lịch, một hình thức nghệ thuật khá phổ biến thời bấy giờ
- Năm 2007, Nhà Nước trao tặng danh hiệu Nghệ sĩ ưu tú khi cô chỉ hơn 30 tuổi
- Năm 2010, Tứ đại Ngọc nữ điện ảnh thập niên 90s, 00s gồm Nguyễn Ngọc Hiệp (Hiệp tài nữ), Lê Huỳnh Mỹ Duyên (Duyên Diễn Xuất), Đồng Thu Hà (Hà lá ngọc cành vàng), Phạm Thị Hồng Ánh (Ánh quốc tế)

| Năm  | Giải Thưởng             | Hạng Mục                         | Tác Phẩm Đề cử                          | Kết Quả   | Chú Thích |
| ---- | ----------------------- | -------------------------------- | --------------------------------------- | --------- | --------- |
| 1993 | LHP Việt Nam Lần Thứ 10 | Nữ diễn viên xuất sắc nhất       | Tình Nhỏ Làm Sao Quên Băng Qua Bóng Tối | Đoạt giải | [ 5 ]     |
| 1995 | Giải Mai Vàng           | Nữ diễn viên chính xuất sắc nhất | Lưỡi Dao                                | Đoạt giải |           |
| 1996 | Giải Mai Vàng           | Nữ diễn viên chính xuất sắc nhất | Lời Thề Xóm Nước Đen                    | Đoạt giải | [ 6 ]     |
| 2005 | Cánh Diều Vàng 2004     | Nữ diễn viên xuất sắc nhất       | Nữ Tướng Cướp                           | Đoạt giải | [ 11 ]    |